# Radouan Mriziga
Radouan Mriziga (1985) is een choreograaf en danser van Marokkaanse afkomst die in België werkt.

## Jeugd en opleiding
Mriziga kwam in contact met dans en beweging via onder andere school, street art en sport. Hij volgde zijn eerste danslessen in Marrakesh en trok vervolgens naar Tunis voor een opleiding aan het Mediterranean Center of Contemporary Dance. Na een verhuis naar Frankrijk, waar hij verscheidene dansworkshops volgde, startte hij in 2008 de dansopleiding bij de Brusselse dansschool P.A.R.T.S., waar hij in 2012 afstudeerde.

## Werk
Na samenwerkingen als danser in werk van o.a. Anne Teresa De Keersmaeker en Claire Croizé startte Mriziga in 2013 een residentie bij kunstencentrum Moussem. In 2014 maakte hij met de solo 55 voor het eerst eigen werk. 55 werd het eerste deel van een trilogie die hij in 2016 vervolgde met 3600 en in 2017 voltooide met 7. In deze trilogie werkt hij rond thema's die ook in zijn latere werk terugkomen, zoals de relatie tussen choreografie, geometrische constructies, islamitische kunst en architectuur.
Na zijn debuuttrilogie werkte hij (tot 2020 onder de vleugels van Moussem) aan een volgende trilogie, bestaande uit Ayur (2019), Tafukt (2020) en Akal (2021). Gedurende die periode was hij ook huisartiest bij Kaaitheater. In 2020 werd hij huisartiest in DE SINGEL.

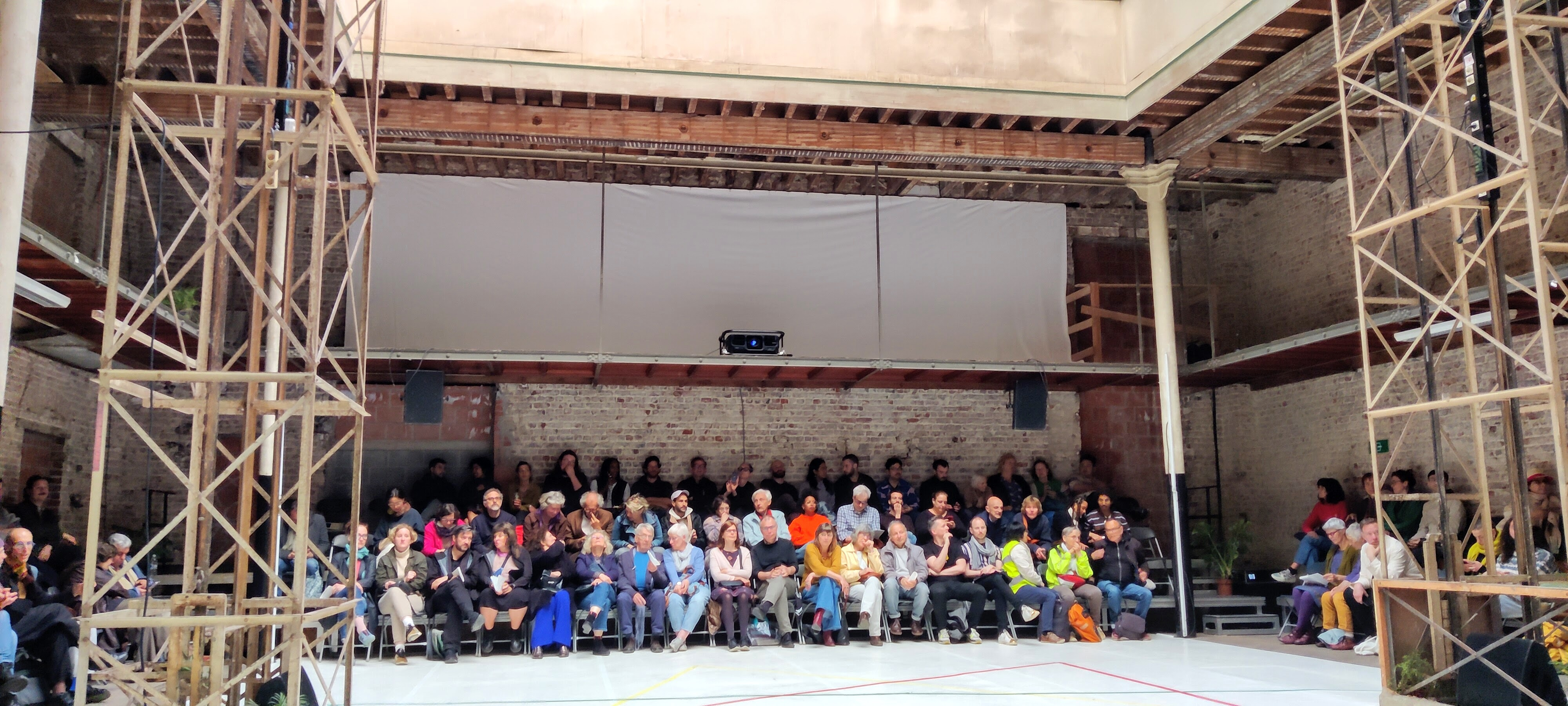
'Libya' (Radouan Mriziga) tijdens Kunstenfestivaldesarts 2023 in voormalige Etablissements Absalon - Arteveldestraat (Brussel)

In 2023 maakte Mriziga 'Libya', waarin de veelal mondelinge overlevering van de Imazighencultuur centraal staat. In deze productie combineerde hij een verkenning van Noord-Afrikaanse muziek met choreografie en videoprojectie. De productie maakte onder meer deel uit van het Kunstenfestivaldesarts.
In 2024 volgde met de productie Il Cimento dell’Armonia e dell’Inventione een nieuwe samenwerking met Anne Teresa De Keersmaeker, gebaseerd op De vier seizoenen van Antonio Vivaldi.